# Fabio Licinio
Fabio Licinio , né en 1521 à Venise et mort le 18 novembre 1565, est un graveur et un peintre italien.

## Biographie
Fabio Licinio a été un auteur et graveur de cartes géographiques.
Fabio Licinio fait partie d'une famille d'artistes, dont Giulio Licinio (1527 - 1584) et Gian Antonio ses neveux ainsi que ses frères, Bernardino Licinio et Arrigo (père de Giulio), peintres également.